# Vilmos Totik
Vilmos Totik (* 8. März 1954 in Mosonmagyaróvár) ist ein ungarischer Mathematiker, der auf dem Gebiet der Analysis forscht.
Totik studierte an der Universität in Szeged und schloss 1978 mit dem Diplom ab. 1980 wurde er an der Ungarischen Akademie der Wissenschaften in Budapest promoviert  und 1986 habilitiert. Er lehrte ab 1981 als Assistenzprofessor in Szeged mit einer vollen Professur ab 1988. Außerdem lehrte er seit 1989 an der University of South Florida in Tampa.
Totik befasst sich besonders mit Approximationstheorie, orthogonalen Polynomen und Potentialtheorie.
1993 wurde er Mitglied der Ungarischen Akademie der Wissenschaften. Er ist Fellow der American Mathematical Society.
Er war unter anderem Gastwissenschaftler an der University of Alberta, der Universität Kuwait, der University of Witwatersrand und der Ohio State University.

## Preise und Auszeichnungen
- 1979 Grünwald Preis[1]
- 1984 György-Alexits-Preis[2]
- 1999 Albert-Szent-Györgyi-Preis[3]
- 2000 Lester Randolph Ford Award[4]
- 2003 Ehrenkreuz des Verdienstordens der Republik Ungarn[3]
- 2006 Széchenyi-Preis[2]
- 2012 Tibor-Szele-Gedenkmedaille der Ungarischen Mathematischen Gesellschaft[2]
- 2016 Ungarischen Verdienstorden[5]

## Schriften
- mit Z. Ditzlan: Moduli of Smoothness, Springer Series for Computational Mathematics 9,  Springer 1987
- mit H. Stahl: General Orthogonal Polynomials, Encyclopedia of Mathematics, Cambridge University 1992
- Weighted approximation with varying weights, Lecture Notes in Mathematics 1569, Springer Verlag 1994.
- Metric properties of harmonic measures, Memoirs of the American Mathematical Society 184, 2006
- mit P. Komjáth: Problems and Theorems in Set Theory, Problem Books in Mathematics, Springer Verlag, 2006.
- Polynomial Approximation on Polytopes, Memoirs of the American Mathematical Society 212, 2014
- mit Edward B. Saff: Logarithmic potentials with external fields, Grundlehren der mathematischen Wissenschaften 316, Springer 1997